# Indiot mallorquí

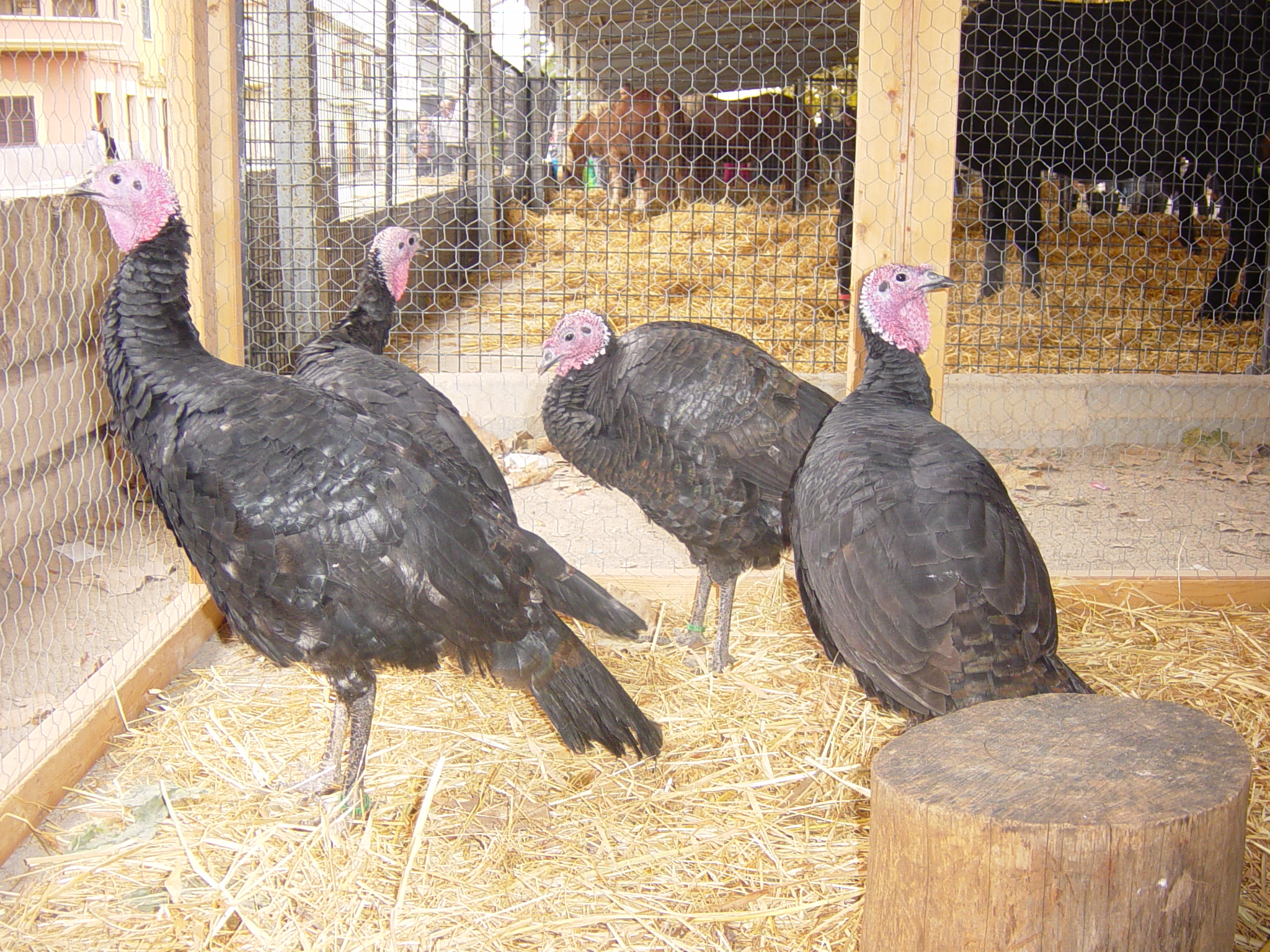

L'indiot mallorquí és una agrupació racial de Mallorca del gall dindi. Actualment no està reconeguda com a raça tot i que es preveu que gràcies als programes de selecció realitzats des del segle xx s'aconsegueixi dintre de no gaire.
És de bones aptituds maternes. De cos lleuger; uns 6 o 7 quilos els mascles, i uns 4 o 5 les femelles. El plomatge sempre és negre, encara que amb lluentors entre el blau i el verd. Neixen amb les cames d'un color gris que es va aclarint amb l'edat fins a esdevenir rosat. El bec també és gris. El moc dels mascles està molt desenvolupat a diferència del de les femelles. El color dels ulls és de gris fosc tirant a negre. Els ous, blancs i picats de vermell pesen vora 80 grams.